# Peromyscus schmidlyi
Peromyscus schmidlyi är en gnagare i släktet hjortråttor som förekommer i nordvästra Mexiko. Den är nära släkt med Peromyscus beatae och Peromyscus levipes.
Artepitetet i det vetenskapliga namnet hedrar den amerikanska zoologen David James Schmidly som forskar om hjortråttor.
Arten har samma storlek och färgsättning som Peromyscus levipes. För att skilja den från andra hjortråttor i samma region behövs genetiska undersökningar. Individerna blir med svans 175 till 205 mm långa och svansens längd är 72 till 102 mm. Bakfötterna är 19 till 21 mm långa och öronen är 18 till 21 mm stora. Ovansidans päls bildas av hår som är svarta nära roten (med violetta nyanser) och bruna vid spetsen. På sidorna är pälsen mer kanelfärgad och undersidans päls är vit. Svansen är uppdelad i en svartbrun ovansida och en vit undersida. Det finns en tofs av längre hår vid svansspetsen. Peromyscus schmidlyi har i varje käkhalva en framtand, ingen hörntand, ingen premolar och tre molarer. Framtänderna saknar en ränna. Arten har en diploid kromosomuppsättning med 48 kromosomer.
Denna gnagare har två från varandra skilda populationer i delstaterna Durango, Sinaloa och Sonora. Arten lever i låglandet och i bergstrakter upp till 2000 meter över havet. Den vistas i skogar med tallar och ekar. Andra träd i skogarna tillhör ofta smultronträdssläktet, ensläktet och mjölonsläktet.
Några honor som hittades i juni och juli hade aktiva spenar.
Beståndet hotas av skogsröjningar. Peromyscus schmidlyi är fortfarande vanligt förekommande. Den listas av IUCN som livskraftig (LC).